# 天主教聖安德烈教區
天主教聖安德烈教區（拉丁語：Dioecesis Sancti Andreae in Brasilia），是巴西一個天主教教區，包括東南部聖保羅州東南部七市。屬聖保羅總教區。
1954年7月18日升為教區。2010年有教友2,302,000人，佔總人口89.3%。有九十七個堂區、司鐸156人。現任教區主教為若瑟·納爾遜·威斯特魯普。